# Eulabeornis castaneoventris
Il rallo castano o rallo pettocastano (Eulabeornis castaneoventris Gould, 1844), unica specie del genere Eulabeornis Gould, 1844, è un uccello della famiglia dei Rallidi originario delle regioni settentrionali dell'Australia e delle isole Aru.

## Tassonomia
Attualmente vengono riconosciute due sottospecie di rallo pettocastano:
- E. c. sharpei Rothschild, 1906 (isole Aru);
- E. c. castaneoventris Gould, 1844 (regioni costiere dell'Australia settentrionale).

## Descrizione
Il rallo pettocastano è un Rallide di grandi dimensioni (59–66 cm di lunghezza e 626-910 g di peso), dotato di una coda piuttosto lunga. Presenta la testa e la parte posteriore del collo di colore grigio, il mento bianco e le regioni inferiori di colore marrone-rosato. Ne esistono tre distinte forme cromatiche, che si differenziano per la colorazione delle regioni superiori: una castana (presente nel Territorio del Nord), una marrone-oliva (presente nella zona tra Territorio del Nord e Queensland) e l'altra oliva (diffusa nell'Australia Occidentale). Il becco è verde-giallastro con l'estremità bianco-grigiastra, e zampe e piedi sono di colore giallo chiaro o verde.

## Distribuzione e habitat
Il rallo pettocastano è presente lungo le coste settentrionali dell'Australia, dalle regioni settentrionali dell'Australia Occidentale (Kimberley), attraverso il Territorio del Nord, fino alle sponde sud-orientali del golfo di Carpentaria; in passato il suo areale si spingeva fino al Queensland nord-occidentale (coste occidentali della penisola di Capo York). Si incontra inoltre sulle isole Aru, nonché sulle vicine Karang ed Enu.
Vive prevalentemente nelle formazioni a mangrovie.

## Biologia
Il rallo pettocastano è attivo sia nelle ore diurne che in quelle notturne, e i suoi periodi di attività sono influenzati dai cicli delle maree. Prevalentemente timido e sfuggente, diviene meno sospettoso quando si spinge in cerca di cibo sulle distese fangose, tanto che nei periodi di bassa marea è facile osservarlo in determinate località, come il porto di Darwin. Come altri Rallidi, vola molto di rado e se minacciato preferisce andare a rifugiarsi nel fitto delle mangrovie. È monogamo, e si incontra perlopiù da solo o in coppie.
Si nutre prevalentemente di granchi (che possono costituire fino al 90% della dieta) e di altri crostacei, soprattutto di granchi violinisti (gen. Uca), ma anche di granchi di palude (gen. Sesarma) e di granchi fantasma (gen. Ocypode). Cattura anche piccoli molluschi, insetti (Coleotteri compresi) e centopiedi.
Nidifica tra settembre e febbraio. La femmina depone 4-5 uova in un nido costruito tra i rami delle mangrovie. I pulcini, ricoperti di piumino nero, sono precoci e abbandonano il nido poco dopo la schiusa.